# Go-kart
Pour les articles homonymes, voir Kart (homonymie).
Un kart, ou go-kart, est un petit véhicule à quatre roues, motorisé ou non, destiné essentiellement au loisir et à la compétition sportive. Le mot kart peut désigner plusieurs types de ces véhicules.

## Motorisés

### Karting

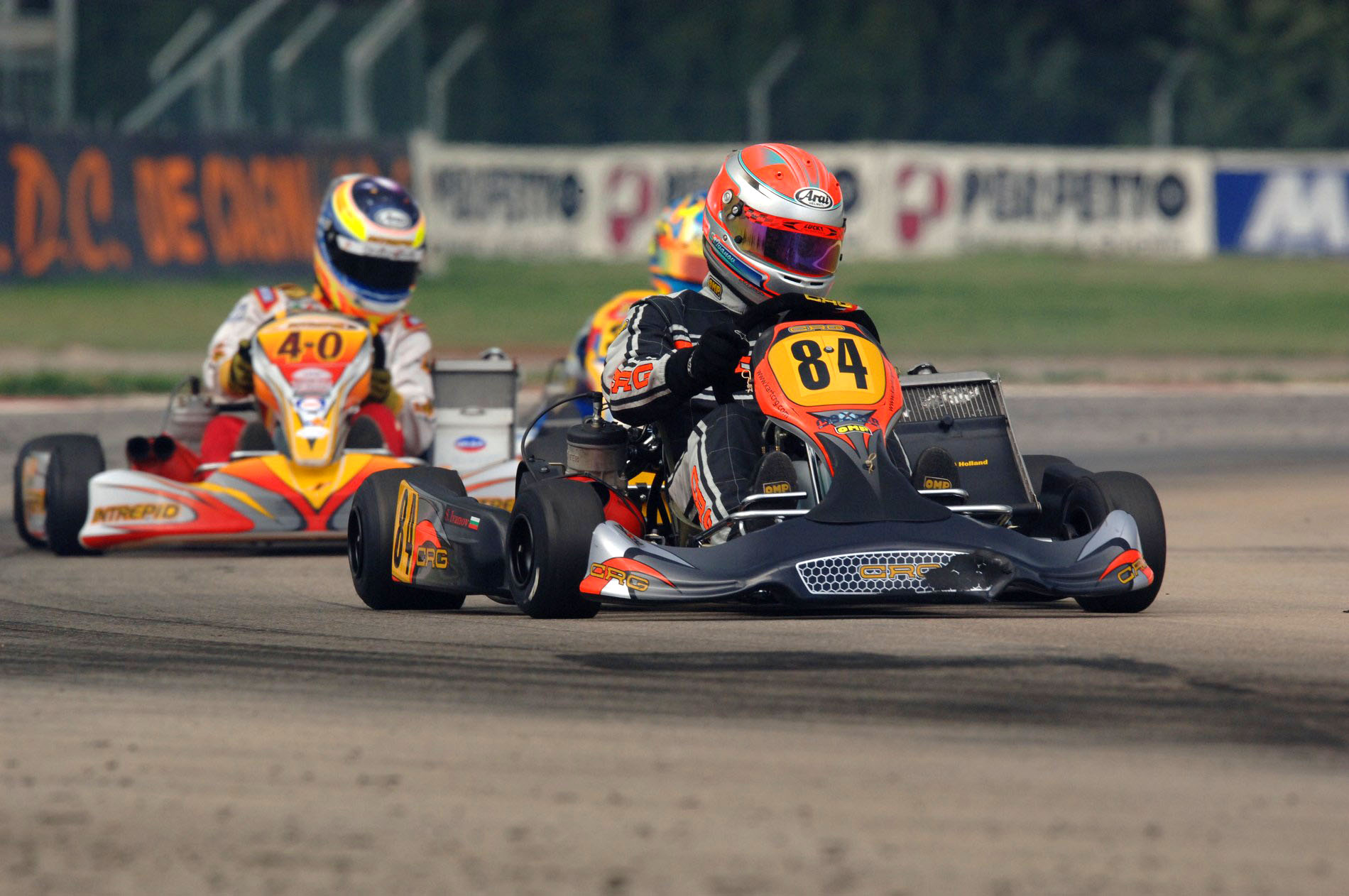
Compétition de karting.

Le karting est une discipline du sport automobile qui se pratique sur des circuits de 700 à 1 500 mètres environ et d'une largeur de 8 mètres en moyenne pouvant accueillir jusqu'à une quarantaine de karts simultanément lors d'une course. Les karts (appelés aussi « go-karts » en Belgique et au Québec) sont de petites voitures monoplaces à quatre roues, équipées d’un moteur de petite cylindrée (en général des deux-temps de 100 ou 125 cm3) pouvant développer jusqu'à plus de 40 chevaux, pour un poids inférieur à 175 kg avec le pilote, ce qui en fait des engins de course très performants.

### Kart électrique
Le kart électrique ou go-kart électrique est un kart fonctionnant grâce à l’énergie électrique. Doté d'un châssis similaire aux modèles thermiques, il est pourvu de batteries qui alimentent un ou des moteurs à courant continu.

## Non motorisés

### Kart à pédales

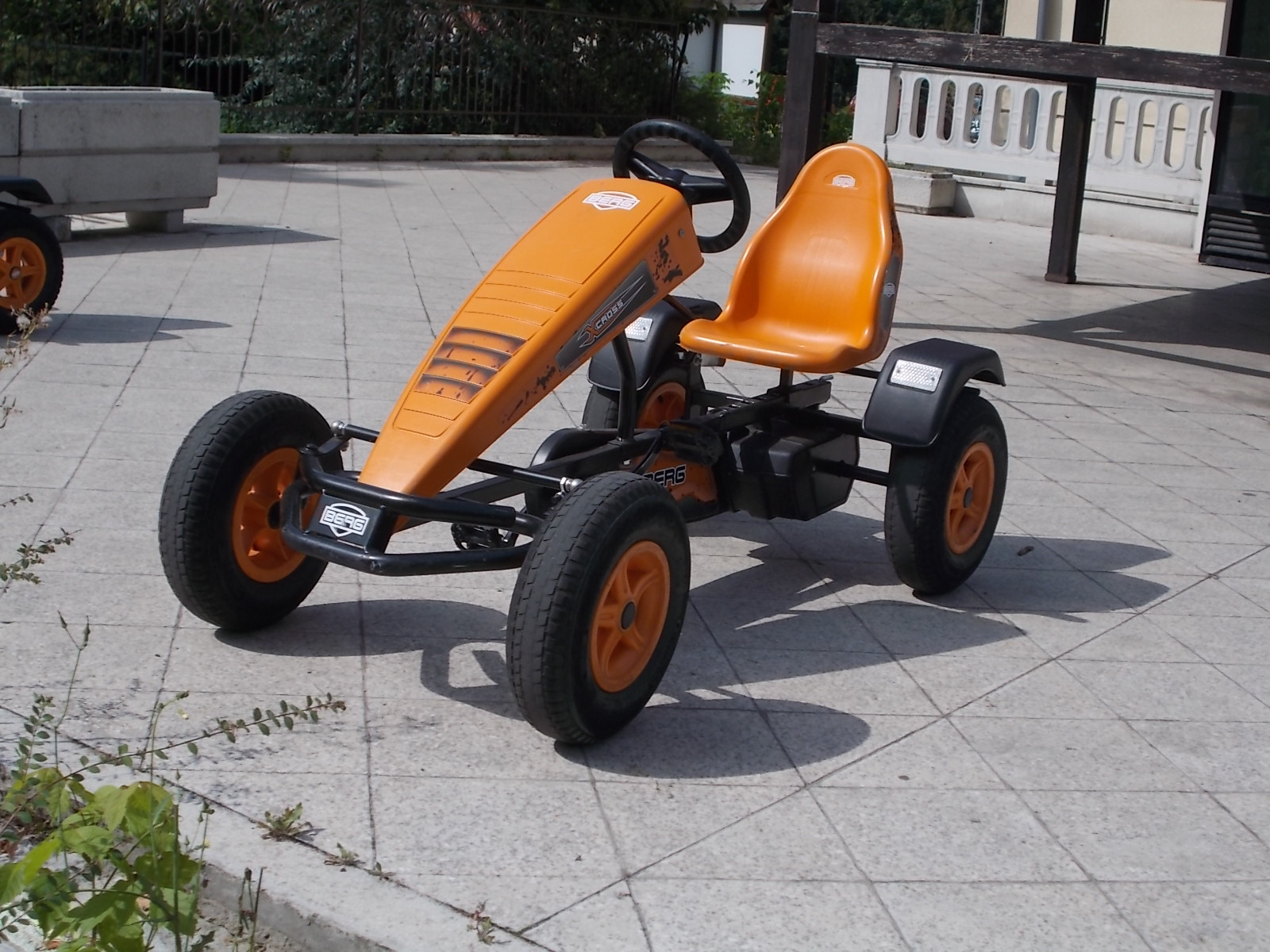
Un kart à pédales.

La voiture à pédales, aussi appelée kart à pédales, est un véhicule à propulsion humaine, principalement destiné à l'usage récréatif des enfants.

### Dévalkart

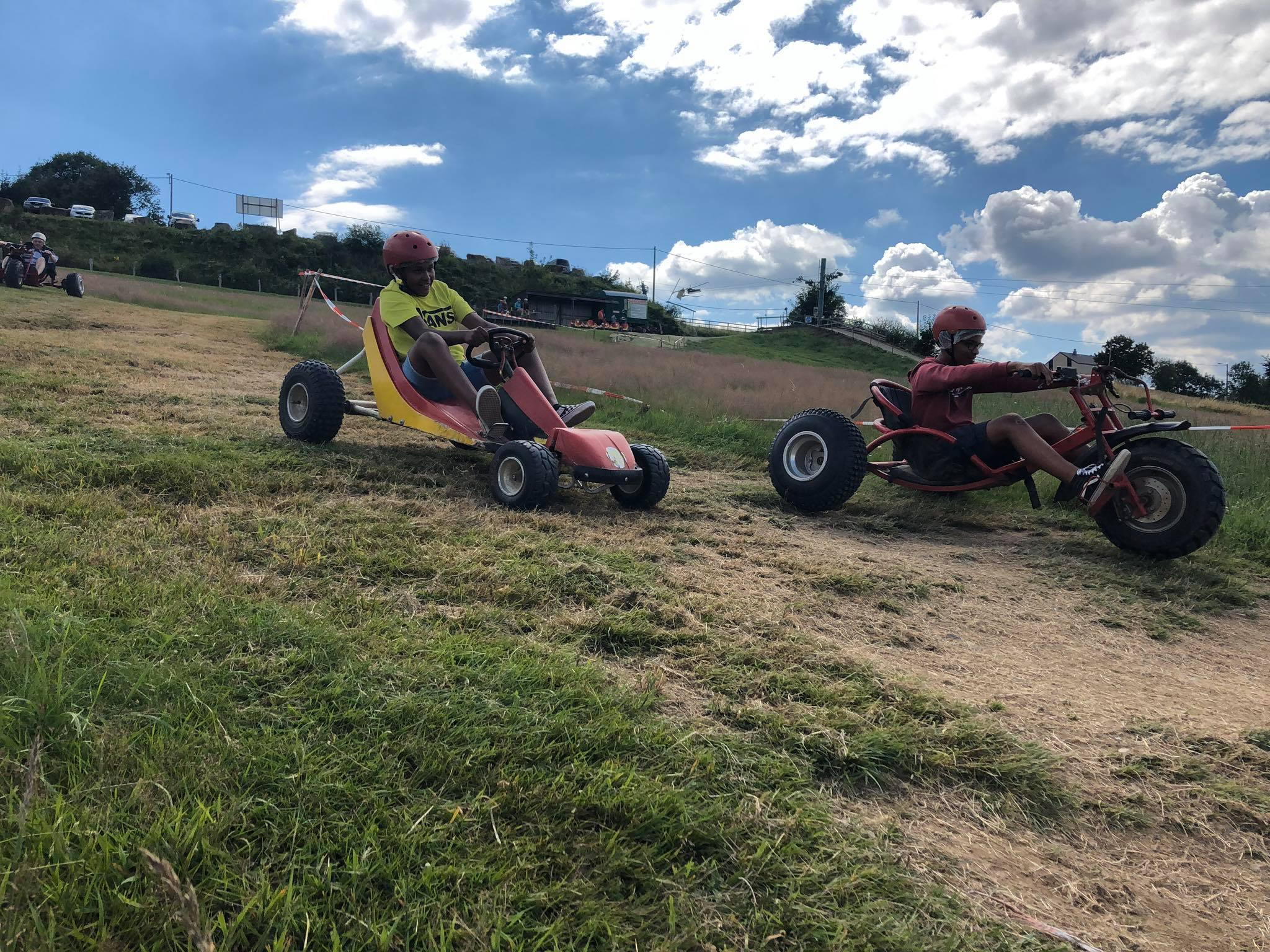
Exemples de dévalkart.

Le dévalkart, ou déval kart, est un petit véhicule au châssis mécano-soudé et à coque en polyester, sans moteur. Ne possédant pas de suspension, il est équipé de pneus en caoutchouc à basse pression pour le confort de l’utilisateur. Cette activité est principalement destinée aux stations de sports d'hiver, en bénéficiant des remontées mécaniques en place. Elle peut être pratiquée sur les pistes de ski lors des périodes de faible enneigement, mais également durant la saison estivale. Le dévalkart ne doit pas être confondu avec la caisse à savon.
Le dévalkart a été inventé par deux industriels de Saintes, Francis Loze et Henry Perdrigeat, (ou Perdrijat). Dévalkart était une marque déposée de la société Techno Fun.

### Caisse à savon
Une caisse à savon, aussi appelée une boîte à savon ou un tacot en québécois, est un véhicule sans moteur qui se déplace par la seule force de la pesanteur. Les caisses à savon peuvent être construites et utilisées comme jeu d'enfants, pour le simple plaisir de descendre de petites pentes, mais elles peuvent l’être aussi pour de véritables compétitions sportives.

## Galerie

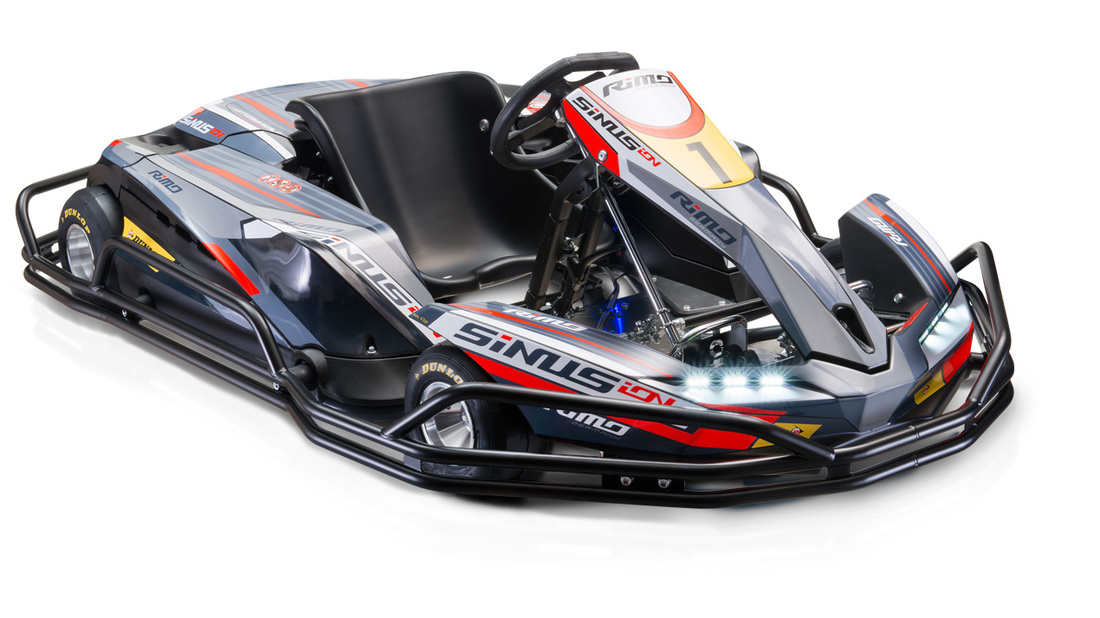
Kart de compétition.
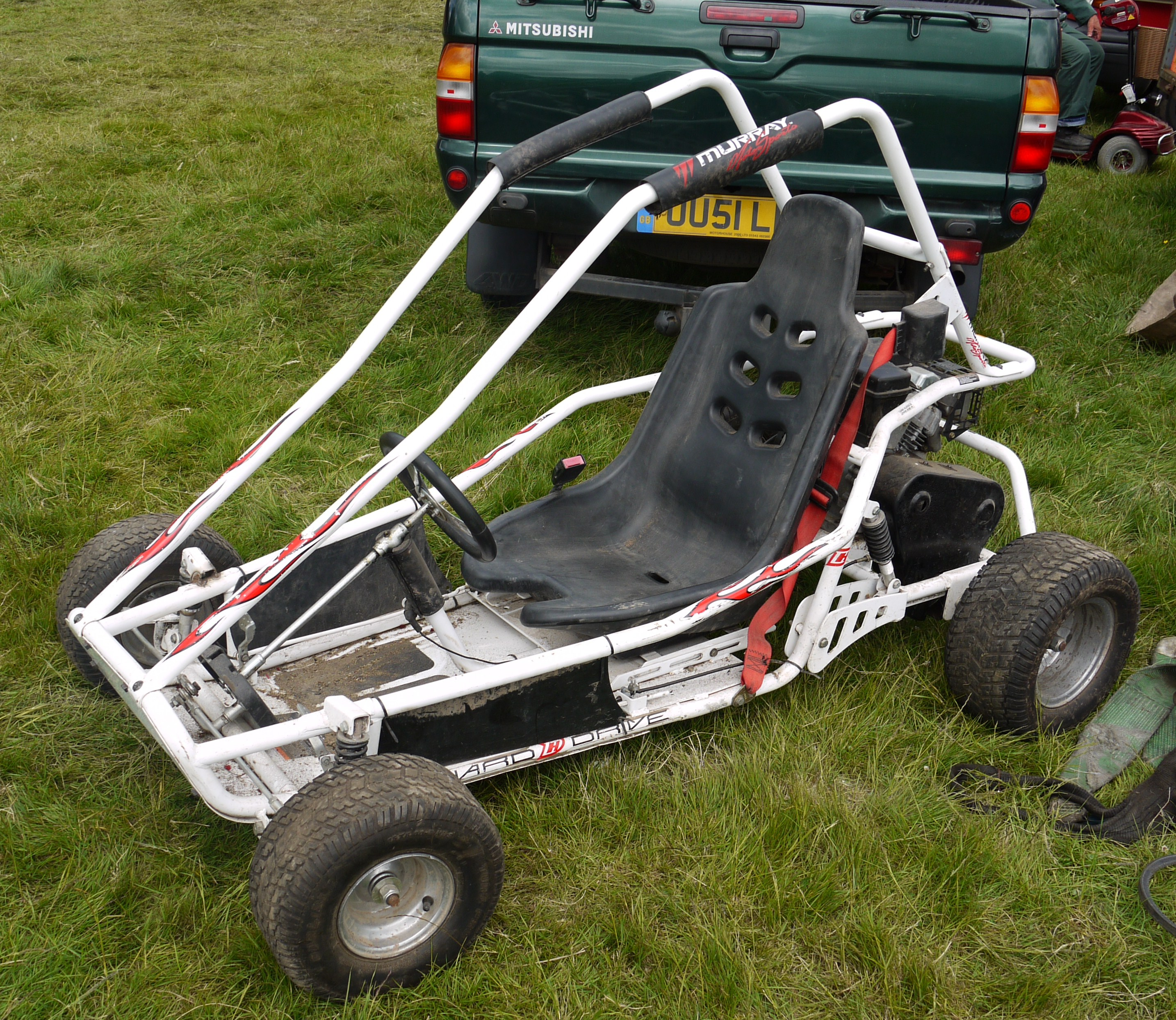
Kart.
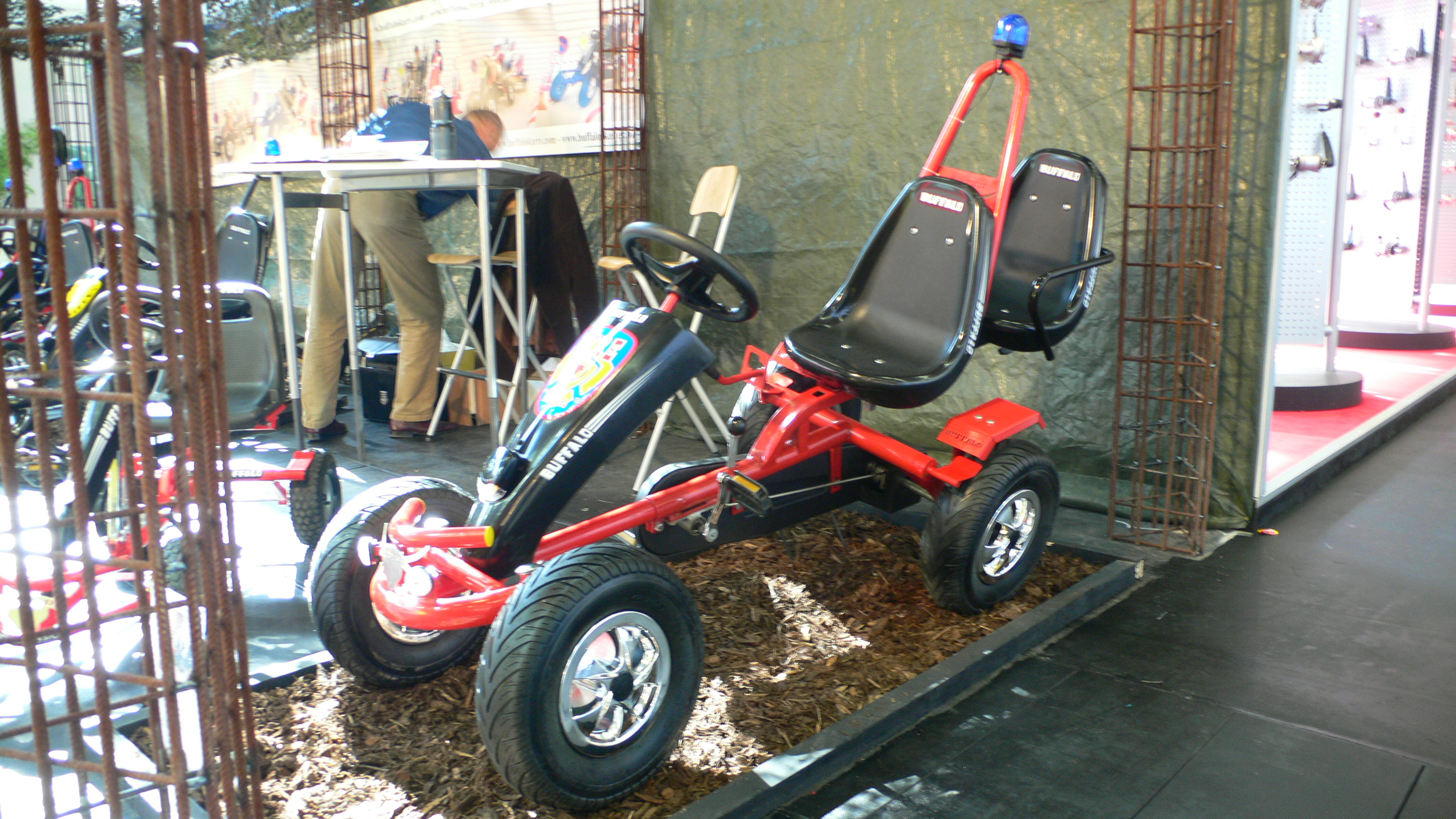
Kart à pédales à deux places.
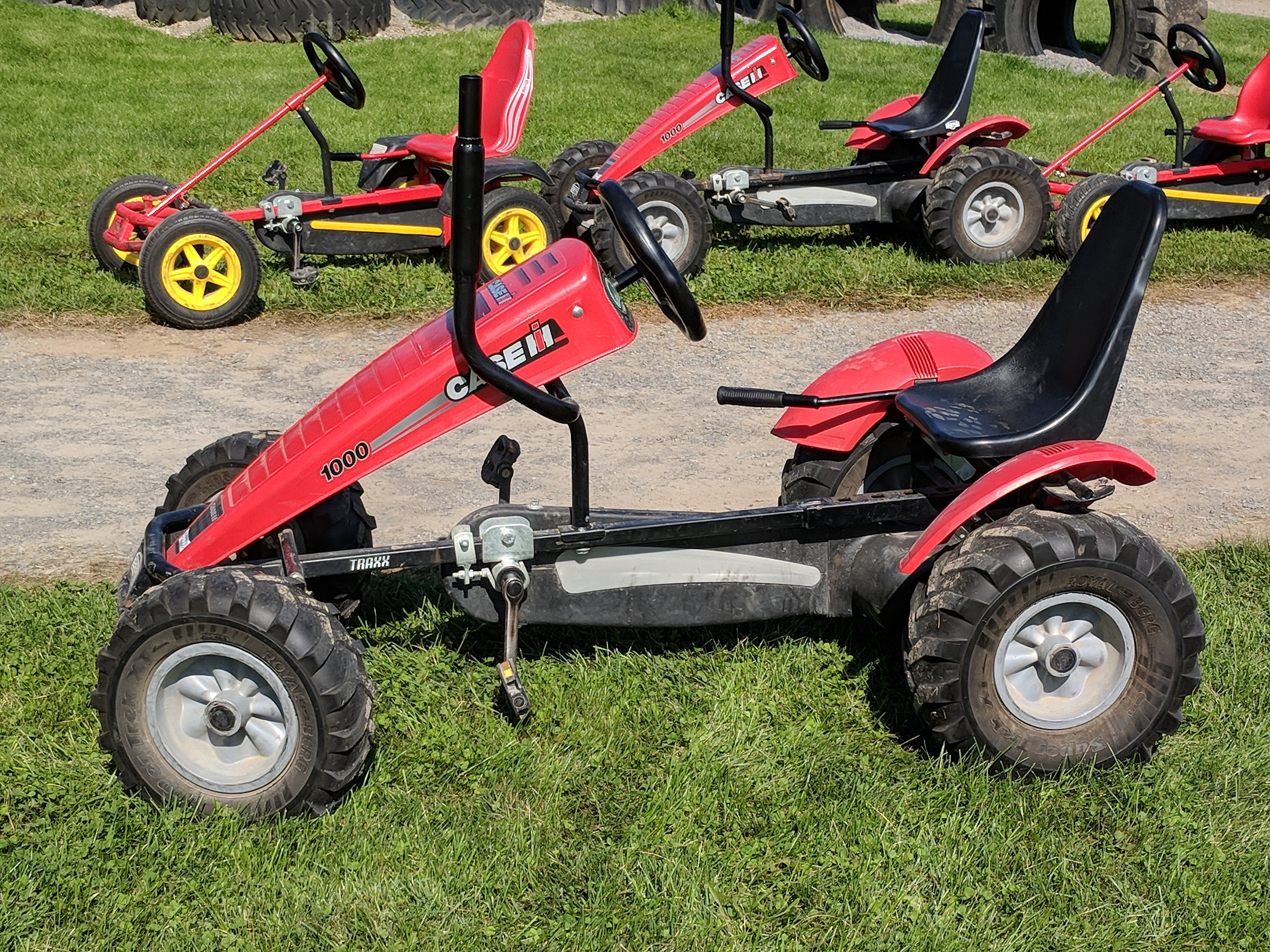
Kart à pédales à l'apparence d'un tracteur.
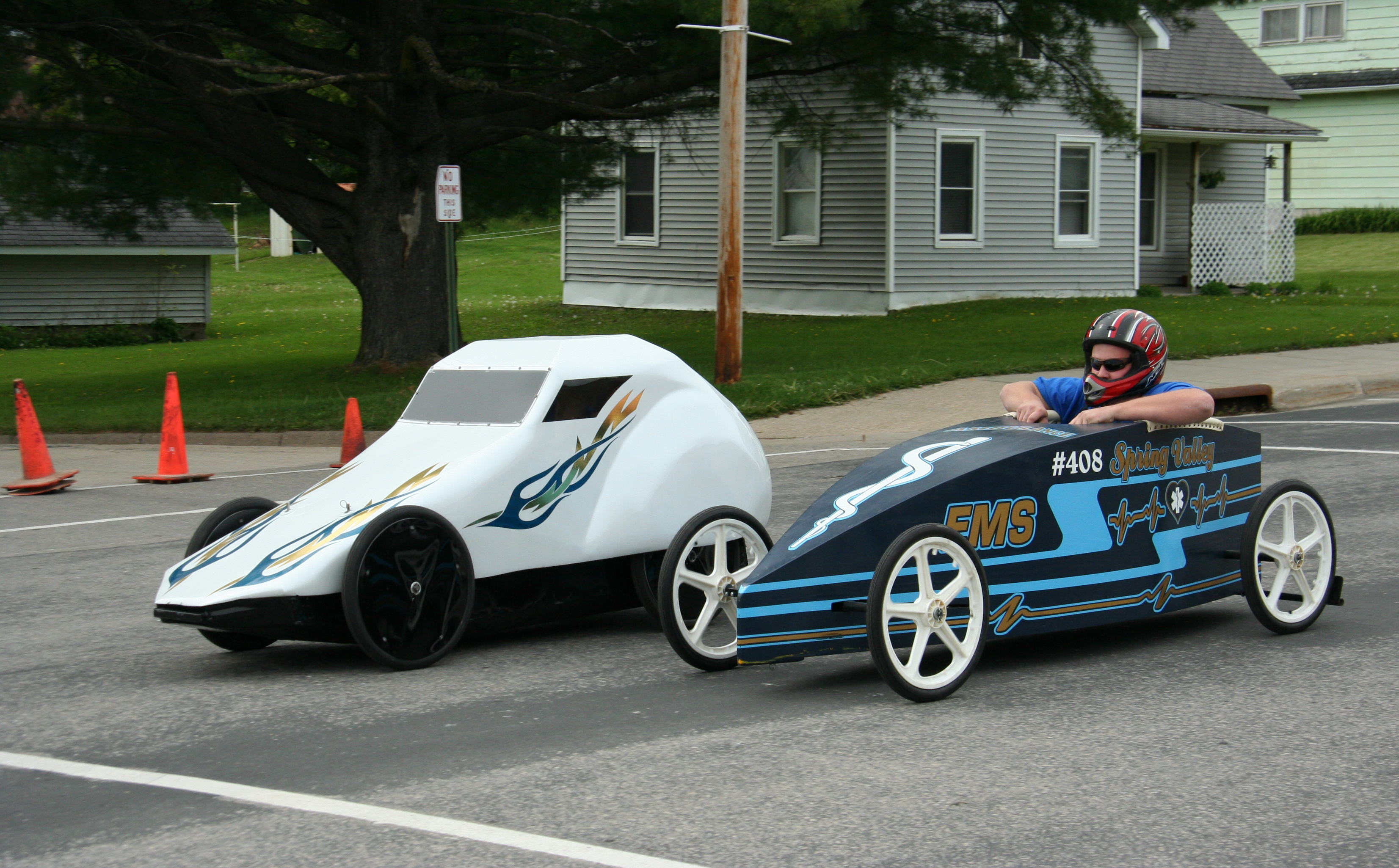
Caisses à savon.